# قانون هيلين
قانون هيلين هو مبدأ أن واحدة من بين كل 89 حمل طبيعي عند الأنسان تكون ولادة توائم أو ثلاثةأطفال مرة واحدة في 892 ولادة مربعة، وأربعة أضعاف مرة واحدة في 89³ ولادة و هكذا .